# Hexaan-2-on
Hexaan-2-on is een organische verbinding met als brutoformule C6H12O. De stof komt voor als een kleurloze vloeistof met een kenmerkende, scherpe geur, die goed oplosbaar is in water. Hexaan-2-on kan snel verdampen.

## Toepassingen
Hexaan-2-on wordt gebruikt als algemeen industrieel oplosmiddel. Vroeger werd het toegevoegd aan verf en verfverdunners en gebruikt als oplosmiddel voor oliën en vetten.

## Toxicologie en veiligheid
Hexaan-2-on reageert hevig met oxiderende stoffen, waardoor brand- en ontploffingsgevaar ontstaat. De stof tast ook kunststoffen aan.
De stof is irriterend voor de ogen, de huid en de luchtwegen. Ze kan effecten hebben op het zenuwstelsel en blootstelling ver boven de toegestane grenzen (5 ppm) kan bewusteloosheid veroorzaken.